# احمد مصدق
احمد مصدق (متولد ۱۳۱۳) جنگل‌شناس ایرانی و استاد بازنشسته دانشکده منابع طبیعی دانشگاه تهران است. او برای نگارش کتاب اکالیپتوس برندهٔ جایزه سلطنتی کتاب سال شد.

## آثار
- جنگل‌شناسی
- جنگل‌کاری و نهالستان‌های جنگلی
- جغرافیای جنگل‌های جهان
- اکوسیستم جنگلی جهان
- تخریب محیط‌زیست
- گرم شدن کره زمین
- اصلاح نژاد درختان جنگلی
- اکولوژی جنگل
- مصارف آب در ایران و جهان
- توسعه پایدار و احیای جنگل‌های ایران و جهان